# ارنستینو راملا
ارنستینو راملا (انگلیسی: Ernestino Ramella؛ زادهٔ ۷ آوریل ۱۹۵۵) بازیکن فوتبال اهل ایتالیا است.
از باشگاه‌هایی که در آن بازی کرده‌است می‌توان به باشگاه فوتبال ارورا پرو پاتریا ۱۹۱۹، باشگاه فوتبال پیاچنزا، باشگاه فوتبال نووارا، باشگاه فوتبال ترنانا، و باشگاه فوتبال وارزه اشاره کرد.